# Gouverneur général de Ceylan
Le gouverneur général de Ceylan (en anglais : Governor-General of Ceylon) est le représentant du monarque de Ceylan depuis l'indépendance du pays comme royaume du Commonwealth en 1948 jusqu'à la proclamation de la république sous le nom de Sri Lanka en 1972. Pendant cette période, il est considéré comme le chef d'État de facto du pays.

## Histoire
Ce poste remplace le poste de gouverneur du Ceylan britannique en 1948, lorsque le pays passe du statut de colonie à celui de royaume indépendant du Commonwealth. Il est lui-même remplacé par le poste de président du Sri Lanka lors de l'instauration d'une république dans le pays, rebaptisé Sri Lanka, en 1972.

## Rôle et pouvoirs
Le monarque, sur l'avis du Premier ministre de Ceylan, nomme un gouverneur général pour être son représentant à Ceylan. Ni le monarque, ni le gouverneur général n'ont de véritable autorité pour administrer le pays, bien que ces deux postes possèdent des pouvoirs en vertu de la Constitution qui leur permettent de contrôler totalement la gouvernance de la nation. Dans la pratique, les responsabilités législatives et exécutives reposent sur les représentants élus par le peuple lors des élections législatives. Pendant les quelques périodes où l'état d'urgence est déclaré, le gouverneur général utilise ses pouvoirs de réserve.
Le gouverneur général représente le monarque de Ceylan lors de cérémonies telles que l'ouverture du Parlement, la présentation des honneurs et les défilés militaires. En vertu de la Constitution de 1948, il est habilité à agir dans certains domaines, par exemple en nommant des hauts fonctionnaires ou en prorogeant le Parlement, et dans quelques cas seulement, il est habilité à agir de son plein gré. En l'absence du gouverneur général, le juge en chef de Ceylan devient le gouverneur général par intérim. Cette situation s'est produite à deux reprises : en 1953 avec Arthur Wijewardena (en) et en 1954 avec C. Nagalingam (en).

## Liste des gouverneurs généraux
| Portrait                | Titulaire                                  | Mandat          | Mandat          | Nommé par    |
| ----------------------- | ------------------------------------------ | --------------- | --------------- | ------------ |
| Illustration manquante  | Sir Henry Monck-Mason Moore (1887-1964)    | 4 février 1948  | 6 juillet 1949  | George VI    |
| Herwald Ramsbotham      | Herwald Ramsbotham (1887-1971)             | 6 juillet 1949  | 17 juillet 1954 | George VI    |
| Sir Oliver Goonetilleke | Sir Oliver Ernest Goonetilleke (1892-1978) | 17 juillet 1954 | 2 mars 1962     | Élisabeth II |
| William Gopallawa       | William Gopallawa (1897-1981)              | 2 mars 1962     | 22 mai 1972     | Élisabeth II |